# Английска висша лига 2003/04
Английска висша лига 2003/04 е 12-ият сезон на Английската висша лига от нейното основаване през 1992 година
- Шампион през този сезон е тимът на „Арсенал“.
- Поставен е нов рекорд по най-много мачове без загуба в историята на английския футбол. „Арсенал“ през този сезон прави 38 мача, без да загуби нито веднъж.
- Най-голямата победа като гост постигат два тима през този сезон. „Лестър Сити“ губи с 0 – 5 от „Астън Вила“ и „Улвърхямптън“ е сразен отново с 0 – 5 от „Челси“.
- Най-големи победип като домакини постигат три тима. „Арсенал“ 5 – 0 „Лийдс Юнайтед“, „Челси“ 5 – 0 „Нюкасъл Юнайтед“, „Портсмут“ 6 – 1 „Лийдс Юнайтед“.
- Най-резултатните мачове през този сезон са три, като и в трите са вкарани 8 гола. „Манчестър Сити“ 6 – 2 „Болтън Уондърърс“, „Мидълзбро“ 5 – 3 „Бирмингам Сити“, „Тотнъм“ 4 – 4 „Лестър Сити“.
- 1012 са вкараните голове през сезона, което прави средно по 2,66 на мач.
- Голмайстор на сезона е Тиери Анри с 30 гола.

## Крайно класиране
|    | Отбор             | Т  |
| -- | ----------------- | -- |
| 1  | Арсенал           | 90 |
| 2  | Челси             | 79 |
| 3  | Манчестър Юнайтед | 75 |
| 4  | Ливърпул          | 60 |
| 5  | Нюкасъл Юнайтед   | 56 |
| 6  | Астън Вила        | 56 |
| 7  | Чарлтън Атлетик   | 53 |
| 8  | Болтън Уондърърс  | 53 |
| 9  | ФК Фулъм          | 52 |
| 10 | Бирмингам Сити    | 50 |
| 11 | Мидълзбро         | 48 |
| 12 | Саутхямптън       | 47 |
| 13 | Портсмут          | 45 |
| 14 | Тотнъм Хотспър    | 45 |
| 15 | Блекбърн Роувърс  | 44 |
| 16 | Манчестър Сити    | 41 |
| 17 | Евертън           | 39 |
| 18 | Лестър Сити       | 33 |
| 19 | Лийдс Юнайтед     | 33 |
| 20 | Улвърхямптън      | 33 |